# Yule
Yule sau Yuletide („timpul de Yule” sau „sezonul de Yule”) este un festival găsit din punct de vedere istoric la popoarele germanice . Savanții făcut conexiuni cu sărbătorile originale ale lui Yule la Vânătoarea sălbatică, zeul Odin și sărbătoarea păgână anglo-saxonă Mōdraniht .
Mai târziu, îndepărtându-se de rădăcinile sale păgâne, Yule a suferit o reformulare creștinizată,  rezultând în termenul Crăciun . Unele obiceiuri și tradiții actuale de Crăciun, cum ar fi bușteanul de Yule, capra Yule, mistrețul, cântarea Yule, și altele pot avea legături cu tradițiile păgâne de Yule mai vechi. Termenii cu un echivalent etimologic la Yule sunt încă folosiți în țările nordice și în Estonia pentru a descrie Crăciunul și alte festivaluri care au loc în timpul sărbătorilor de iarnă . Astăzi, Yule este sărbătorit în Asatru și în alte forme de neopaganism, precum și în Satanismul Spiritual (Teistic) .

## Etimologie
Yule este versiunea modernă a cuvintelor în engleză veche ġēol sau ġēohol și ġēola sau ġēoli , cu primul indicând festivalul de 12 zile al „Yule” (mai târziu: „ Crăciun ”) și cel din urmă indicând luna „Yule”, prin care ǣrra ġēola referea la perioada anterioară sărbătorii Yule (decembrie) și æftera ġēola la perioada de după Yule (ianuarie). Se crede că ambele cuvinte derivă din limba germană comună jehwlą-  și sunt înrudite cu goticul 𐌾𐌹𐌿𐌻𐌴𐌹𐍃 ( jiuleis ); Norvegiană veche, islandeză, feroeză și norvegiană nynorsk jól, jol , ýlir ; Daneză, suedeză și norvegiană bokmål jul .   Originea etimologică a cuvântului rămâne incertă, deși s-au făcut numeroase încercări speculative pentru a găsi înrudiți indo-europeni în afara grupului germanic .  Substantivul Yuletide este atestat pentru prima dată în jurul anului 1475. 
Cuvântul este conjecturat într-un context explicit pre-creștin, în primul rând în limba norvegiană veche. Printre mulți alții (vezi Lista numelor lui Odin ), zeul cu barba lungă Odin poartă numele jólfaðr (Norvegiană veche pentru „tatăl Yule”) și jólnir („cel de la Yule”). În Ágrip af Nóregskonungasögum , scris în secolul al XII-lea, se spune explicit că Crăciunul, iol , provine dintr-un nume al lui Odin, iolne . La plural (norvegiană veche jólnar , „cei Yule”) se pot referi la zeii nordici în general. În limba nordică veche de sorginte poetică, cuvântul este adesea folosit ca sinonim pentru „sărbătoare“, cum ar fi în metafora hugins jól (Norvegianul vechi „ Huginn 's Yule” → „o sărbătoare a corbului”). 
Acesta a fost găsit in franceză veche jolif (→ Franceză joli ), care a fost împrumutat în limba engleză în secolul al XIV--lea ca fiind „vesel“, este el însuși împrumutat din norvegiana veche jól (cu sufixul francez vechi -if ; comparativ din franceza veche aisif „ușor”, festif  in francez modernă = fest „sărbătoare” + -if ).  Dar Dicționarul Limbii Engleze al Universității Oxford vede această explicație pentru jolif la fel de puțin probabilă.  Cuvântul francez este atestat pentru prima dată în Estoire des Engleis anglo-normandă , sau „Istoria poporului englez”, scrisă de Geoffrey Gaimar între 1136 și 1140. 

## Păgânismul germanic
Yule este un festival indigen de iarnă sărbătorit de popoarele germanice . Cele mai vechi referințe la aceasta sunt sub forma numelor de luni, în care perioada Yuletide durează undeva în jur de două luni, căzând de-a lungul sfârșitului anului calendaristic modern, între ceea ce este acum la mijlocul lunii noiembrie și începutul lunii ianuarie. 

### Atestări

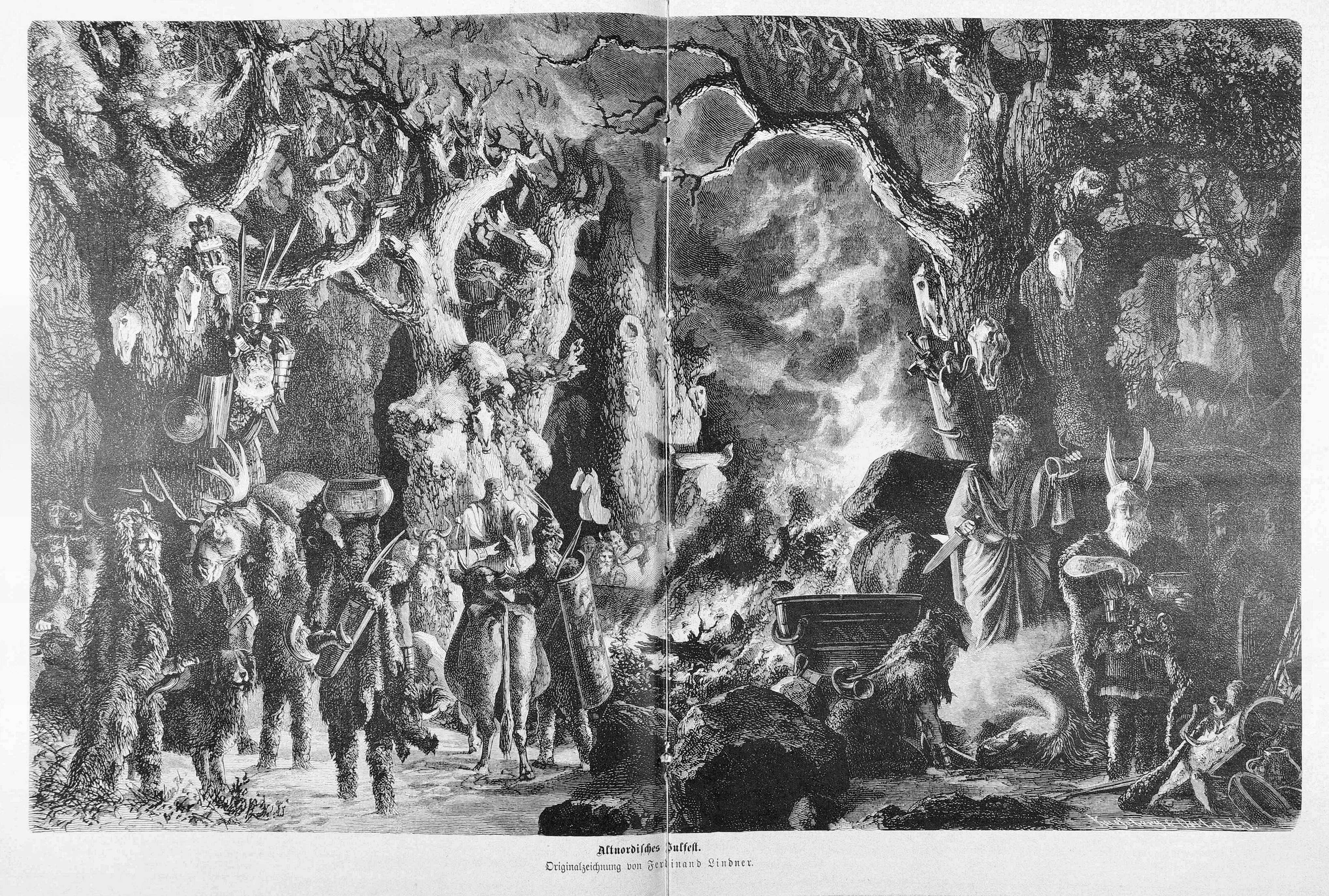
Ilustrația unui vechi festival nordic Yule (Die Gartenlaube, 1880)

Yule este atestat la începutul istoriei popoarelor germanice; din limba gotică din secolul al IV-lea apare în numele lunii fruma jiuleis , și, în secolul al VIII-lea, istoricul englez Bede a scris că calendarul anglo-saxon include lunile geola sau giuli corespondent fie cu decembrie modern, fie cu decembrie și ianuarie. 
În timp ce vechiul termen norvegian ýlir se găsește in chip similar atestată cu ýlir , in norvegiana veche corpul conține, de asemenea, numeroase referiri la un eveniment prin forma nordică veche a numelui, jól . În capitolul 55 al cărții Skáldskaparmál Edda Skáldskaparmál , sunt date nume diferite pentru zei ; una este „ființele Yule”. O lucrare de skald Eyvindr Skáldaspillir care utilizează termenul este apoi citat: „din nou, am produs Yule-fiind de sărbătoare [Mead poezie], elogiu conducătorii noștri, ca o punte de zidărie“.  În plus, unul dintre numeroasele nume ale lui Odin este Jólnir , referindu-se la eveniment. 
Saga lui Hákon the Good îl recunoaște pe regele Haakon I al Norvegiei care a condus între 934 și 961 odată cu creștinarea Norvegiei, precum și cu transformarea lui Yule pentru a coincide cu sărbătorile creștine organizate la acea vreme. Saga spune că atunci când Haakon a sosit în Norvegia, era un creștin confirmat, dar din moment ce țara era încă cu totul păgână și oamenii și-au păstrat practicile păgâne, Haakon și-a ascuns creștinismul pentru a primi ajutorul „marilor căpetenii”. În timp, Haakon a adoptat o lege prin care se stabilea că sărbătorile Yule trebuiau să aibă loc în același timp cu creștinii ce sărbătoreau Crăciunul, „și în acel moment toată lumea avea să aibă bere pentru sărbătoare cu o cantitate de cereale sau altfel să plătească amenzi și a trebuit să păstreze sărbătoare cât a durat berea ". 
Yule fusese anterior sărbătorit timp de trei nopți din noaptea de iarnă, potrivit Saga. Haakon a planificat ca atunci când s-ar fi stabilit acolo și va deține puterea asupra întregii țări, va „predica Evanghelia”. Potrivit Saga, rezultatul a fost că popularitatea sa i-a determinat pe mulți să-și permită botezul, iar unii oameni au încetat să mai facă sacrificii. Haakon a petrecut cea mai mare parte a acestui timp în Trondheim . Când Haakon a crezut că deține suficientă putere, a cerut un episcop și alți preoți din Anglia și aceștia au venit în Norvegia. La sosirea lor, „Haakon a făcut cunoscut faptul că va predica Evanghelia în toată țara”. Saga continuă, descriind reacțiile diferite ale diferitelor lucruri regionale. 

Este furnizată o descriere a practicilor păgâne Yule (notele sunt ale lui Hollander):
Era obiceiul străvechi că atunci când trebuia să se facă sacrificiu, toți fermierii trebuiau să vină la templul păgân și să aducă împreună cu ei mâncarea de care aveau nevoie în timp ce dura sărbătoarea. La această sărbătoare, toți aveau să ia parte la băutura de bere. De asemenea, tot felul de animale au fost ucise în legătură cu aceasta, cai, de asemenea; și tot sângele din ele a fost numit hlaut [sânge de sacrificiu] și hlautbolli , vasul care deține sângele; și hlautteinar , Crengi de sacrificiu [ ‌ ‌ Acestea erau modelate ca sprinklere și cu ele trebuia să fie împrăștiate peste tot cu sânge piedestalele idolilor și zidurile templului din interior și din exterior; și la fel bărbații prezenți trebuiau stropiți cu sânge. Dar carnea animalelor urma să fie fiartă și servită ca hrană la banchet. Focurile urmau să fie aprinse în mijlocul etajului templului, iar fierbătoarele atârnau peste focuri. Paharul de sacrificiu trebuia să fie purtat în jurul focului, iar cel care făcea sărbătoarea și era șef, trebuia să binecuvânteze paharul, precum și toată carnea de sacrificiu. 
Narațiunea continuă că toastele aveau să fie băute. Primul toast trebuia să fie băut pentru Odin „pentru victorie și putere pentru rege”, al doilea pentru zeii Njörðr și Freyr „pentru recolte bune și pentru pace”, și în al treilea rând, un pahar trebuia să fie băut de regele însuși. În plus, toastele au fost băute în memoria rudelor plecate. Acestea erau numite minni . 

### Teorii și interpretare
Savanții au conectat evenimentul lunii și perioada Yule la Vânătoarea sălbatică (o procesiune fantomatică pe cerul de iarnă), zeul Odin (care este atestat în zonele germanice conducând vânătoarea sălbatică și poartă numele Jólnir ), și a crescut activitatea supranaturală, cum ar fi Vânătoarea sălbatică și activitățile crescute ale draugar - ființe necunoscute care umblă pe pământ. 
Mōdraniht, un eveniment ce se focusează pe colectivitatea de femei atestată de Bede ca punând in umbră sărbătoarea păgână anglo-saxonă și ceea ce numi azi, seara de Crăciun, a fost găsită ca o existență a unei sărbători dedicate fertilității din timpul perioadei de Yule.
Evenimentele din Yule sunt în general considerate a fi centrate pe iarnă (deși datarea specifică este o chestiune de dezbatere), cu sărbătoarea băuturii și sacrificiului ( blót ). Savantul Rudolf Simek spune că sărbătoarea păgână de Yule „a avut un caracter religios pronunțat” și că „nu este sigur dacă sărbătoarea germană de Yule a avut încă o funcție în cultul morților și în venerarea strămoșilor, funcție pe care in mijlocul sacrificiului de iarnă a avut loc cu siguranță pentru epoca de piatră și bronz din Europa de Vest ". Tradițiile precum bușteanul de Yule, capra de Yule, mistrețul de Yule ( Sonargöltr , încă reflectată în șunca de Crăciun ), cântarea Yule și alții au, probabil, legături cu obiceiurile Yule precreștine, despre care Simek spune „indică semnificația sărbătorii în timpurile precreștine”. 

## Tradiții contemporane
În zonele moderne de limbă germanică și în alte țări din nordul Europei, legăturile istorice cu engleza yule denotă sezonul sărbătorilor de Crăciun . Exemplele includ jul în Suedia, Danemarca și Norvegia, jól în Islanda și Insulele Feroe, joulu în Finlanda, Joelfest în Friesland, Joelfeest în Olanda și jõulud în Estonia.

### Neopaganism
Deoarece formele de neopaganism pot fi destul de diferite și au origini foarte diferite, aceste reprezentări pot varia considerabil în ciuda numelui comun. Unii sărbătoresc într-un mod cât mai aproape de modul în care cred că păgânii germani antici au respectat tradiția, în timp ce alții observă sărbătoarea cu ritualuri „asamblate din diferite surse”.  În religiile neopăgâne germanice, Yule este sărbătorit cu adunări care implică adesea o masă și oferirea de cadouri.
În majoritatea formelor de Wicca, această sărbătoare este sărbătorită la solstițiul de iarnă ca renaștere a Marelui zeu vânător cu coarne,  care este privit ca soarele solstițiului nou-născut. Metoda de adunare pentru acest sabat variază în funcție de practicant. Unii au ceremonii private acasă,  in timp ce alții o fac cu covanurile lor.  Grupuri precum Adunarea Folclorică Asatru din SUA, prin influența Calendarului Agricol neo-druid și wiccan, sărbătoresc Yule de la data solstițiului de iarnă și durează 3 zile. 

## Vezi si
- Dísablót, un eveniment atestat din surse vechi norvegiene ca fiind produs printre norvegienii păgâni
- Mōdraniht, un eveniment atestat de Bede ca fiind produs printre anglo-saxonii păgâni în ceea ce este acum ajunul Crăciunului
- Julebord, sărbătoarea modernă de Crăciun scandinavă
- Lohri, un festival de solstițiu de iarnă punjabi
- Saturnalia, un festival roman antic în cinstea zeității Saturn, desfășurat pe 17 decembrie și extins cu festivități până pe 23 decembrie
- Noaptea Yaldā, un festival iranian sărbătorit în „cea mai lungă și întunecată noapte a anului”.
- Koliada, un festival de iarnă slavă